# ذو القراب الدبي
ذو القراب الدُبي (الاسم العلمي: Arctotheca)، جنس نباتات مثزهرة صغيرة العدد من فصيلة النجمية. هي نباتات حولية أو معمرة مواطنها الأصلية أفريقيا الجنوبية.

## الأنواع
فيما يلي قائمة بالأنواع المقبولة وبلدانها الأصلية
- Arctotheca calendula (L.) Levyns — Cape Provinces، الولاية الحرة (مقاطعة)، كوازولو ناتال، ليسوتو[2]
- Arctotheca forbesiana K.Lewin — Cape Provinces[3]
- Arctotheca marginata Beyers — كيب الشمالية[4]
- Arctotheca populifolia (P.J.Bergius) Norl. — Cape Provinces, KwaZulu-Natal, موزمبيق[5]
- Arctotheca prostrata Britten — Cape Provinces, ناميبيا[6]